# Závada (Veľký Krtíš)
Závada es un municipio del distrito de Veľký Krtíš en la región de Banská Bystrica, Eslovaquia, con una población estimada a final del año 2024 de 392 habitantes.
Se encuentra ubicado al suroeste de la región, en la cuenca hidrográfica del río Ipoly —un afluente izquierdo del Danubio— y cerca de la frontera con la región de Nitra y con Hungría.

## Demografía
| Año        | 1994 | 2004     | 2014    | 2024     |
| ---------- | ---- | -------- | ------- | -------- |
| Población  | 482  | 540      | 502     | 392      |
| Diferencia |      | +12,03 % | −7,03 % | −21,91 % |

| Año        | 2023 | 2024    |
| ---------- | ---- | ------- |
| Población  | 401  | 392     |
| Diferencia |      | −2,24 % |